# عزت توركيلماز
عزت توركيلماز (بالتركية: İzzet Türkyılmaz)‏ مواليد 20 مايو 1990 في أيفاليك، بالق أسير، تركيا، هو لاعب كرة سلة تركي. بدأ مسيرته الاحترافية في سنة 2007. تم اختياره من قبل فريق دنفر ناغتس خلال الدرافت. يلعب في الدوري الكرواتي لكرة السلة الدرجة الأولى كلاعب وسط. يحمل الرقم 12. يبلغ طوله 7 قدم 0 بوصة (2.1 م). حقق المركز الأول في ألعاب البحر الأبيض المتوسط 2013.

## المسيرة الاحترافية
لعب مع بانفيت لكرة السلة في الدوري التركي من سنة 2010 إلى 2013، ثم لعب مع فنربخشة لكرة السلة في موسم 2013–2014، ثم لعب مع لو مان سارت باسكت في الدوري الفرنسي في موسم 2014–2015، ثم لعب مع غلطة سراي لكرة السلة في الدوري التركي في موسم 2015–2016.

## الميداليات
| الميدالية | المسابقة                        |
| --------- | ------------------------------- |
| ذهبية     | ألعاب البحر الأبيض المتوسط 2013 |

## روابط خارجية
- عزت توركيلماز على موقع الاتحاد الدولي لكرة السلة (الإنجليزية)
- عزت توركيلماز على موقع الدوري الأوروبي لكرة السلة (الإنجليزية)
- عزت توركيلماز على موقع سبورتس رفرنس (الإنجليزية)
- عزت توركيلماز على موقع كرة السلة الأوروبية.كوم (الإنجليزية)
- عزت توركيلماز على موقع ريلجم (الإنجليزية)
- عزت توركيلماز على موقع بروبوليرز (الإنجليزية)
- عزت توركيلماز على موقع سبورتس رفرنس (الإنجليزية)